# Едуар Фріч
Едуар Фріч (фр. Édouard Fritch; нар. 4 січня 1952, Папеете, Таїті) — політик Французької Полінезії. Президент (голова уряду) з 12 вересня 2014 р. Зять Гастона Флоссе, першого президента.
У 2004—2006, 2008—2009, 2009—2011 роках був віце-президентом Французької Полінезії. У 2007—2008, 2009, 2013—2014 роках був президентом Асамблеї Французької Полінезії (парламенту).